# Żukowskaja (rejon charowski)
Żukowskaja (ros. Жуковская) – wieś w Rosji, w rejonie charowskim obwodu wołogodzkiego. W 2010 r. liczyła 2 mieszkańców.